# Демська-Будзуляк Леся
Демська-Будзуляк Леся Мар'янівна (нар. 24 лютого 1972, місто Борислав Львівської області) — українська поетеса, прозаїк, літературознавиця, літературна критикиня, перекладачка, доктор філологічних наук. Донька відомого мовознавця, професора Мар'яна Демського і сестра мовознавиці, професорки Орисі Демської. Живе і працює в Києві.

## Біографія
Народилася 24 лютого 1972 року в м. Бориславі Львівської області. У 1989 році вступила до Дрогобицького педагогічного інституту ім. І. Франка на українсько-англійське відділення філологічного факультету.
У 1990 році перевелася на філологічний факультет Львівського національного університету ім. І. Франка, який закінчила у 1994 році за двома спеціальностями — українська філологія та світова література.
З 2000 р. науковий співробітник Інституту літератури ім. Т. Г. Шевченка НАН України у відділі теорії літератури. Захистила кандидатську дисертацію за темою «Проблема індивідуальної свободи в драматургії Лесі Українки».
Протягом 2000—2001 рр. перебувала на науковій роботі у відділі Рідкісної книги при Торонтському університеті (Канада).
У 2020 р. захистила докторську дисертацію на тему «Українське літературознавство від ідеї до тексту: неокласичний дискурс».
Авторка збірки поезій і прози «Сонцестояння у сузір'ї Риб» (1995), книги прози «Дім на околиці серця» (1997), романів «Місто в тіні» (Київ, 2000), «Жінка з мечем» (Львів, 2005), книжок «Дорогий Аркадію… Епістолярія літературної України 1923—1945 рр.» (Львів, 2002), «Драма свободи у модернізмі. Пророчі голоси драматургії Лесі Українки» (Київ, 2009), багатьох статей з історії й теорії літератури.
Прозові твори публікувалася у численних антологіях («Тексти», «На добранок, міленіум!»), українських та закордонних періодичних виданнях, зокрема у «Кур'єрі Кривбасу».
Твори перекладені російською, польською, німецькою, вірменською, французькою, сербською, чеською та англійською мовами. Перекладає з польської.
Разом із своєю сестрою — Орисею Демською — заснувала літературну агенцію, яка займається виданням україномовних жіночих романів.
Член Асоціації українських письменників.

## Творчість
Василь Габор вважає джерелами її модерністської креації походження з родини провінційних галицьких аристократів та наукові зацікавлення театром абсурду. Проза Демської, на його думку, належить до настроєвої марґіналії неомодерного дискурсу та тяжіє до європоцентричних знаково-образних обумовлень.

## Художні твори та літературознавчі праці
- «Сонцестояння у сузір'ї Риб» (Львів, 1995),
- «Дім на околиці серця» (1997).
- «Осінь мага» (Львів, 1998),
- «Місто в тіні», роман (Київ, 2000),
- «Дорогий Аркадію… Епістолярія літературної України 1923—1945 рр.» (Львів, 2002),
- «Жінка з мечем», роман (Львів, 2005).
- «Драма свободи у модернізмі. Пророчі голоси драматургії Лесі Українки» (Київ, 2009)
- «Літо психіатра» [Архівовано 23 липня 2018 у Wayback Machine.] (К.: Легенда, 2018)
- «Українське літературознавство від ідеї до тексту: неокласичний дискурс» (Київ, 2019)

## Відзнаки
- Лауреат всеукраїнського конкурсу молодих прозаїків (1994),
- Лауреат літературного конкурсу «Зоря Аркада» (1997 р),
- Лауреат літературного конкурсу видавництва «Смолоскип» (1999),
- Лауреат літературного конкурсу «Коронація слова» (2004).

## Джерело
- Мала українська енциклопедія актуальної літератури, Плерома, 3, проект Повернення деміургів — Івано-Франківськ: Лілея-НВ, 1998. — с. 48.